# Jason Loewenstein
Jason Loewenstein (Boston, 20 luglio 1971) è un cantautore, polistrumentista e produttore discografico statunitense, membro dei gruppi indie rock Sebadoh, The Fiery Furnaces e Circle of Buzzards.

## Biografia
Nel 1989 fu reclutato da Eric Gaffney per suonare la batteria e il basso per i Sebadoh.  suoi primi contributi alla scrittura di canzoni arrivarono nel terzo album del gruppo del 1991 e continuarono sui successivi Bubble & Scrape (1993) e Bakesale (1994), Harmacy (1996) e The Sebadoh (1999); dopo di che il gruppo andò in pausa;
Pubblicò il primo album solista nel 2002, At Sixes and Sevens, pubblicato dalla Sub Pop Records.
Nel 2003 andò in tour con Lou Barlow, chiamato "Turbo Acoustic", con i due che suonavano insieme usando tracce di batteria preregistrate da Loewenstein. 
Dall'agosto 2005 entrò a far parte della band di Brooklyn The Fiery Furnaces, suonando il basso e la chitarra. Ha lavorato anche come ingegnere del suono per due album del gruppo, Remember (2008) e I'm Going Away (2009).
Nel 2007, insieme a Barlow e Gaffney riformarono il gruppo e andarono in tournée negli Stati Uniti e in Europa e vennero pubblicati due album, Defend Yourself (2013) e Act Surprised (2019).
Ha anche suonato la batteria in diversi album tra cui Viva Last Blues di Will Oldham, Frozen Orange di David Kilgour, Kentucky Chrome Review di Brett Eugene Ralph e EMOH di Lou Barlow.

## Discografia

### Album in studio
- 2002 - At Sixes and Sevens
- 2007 - Web Freebies Volume 1
- 2017 - Spooky Action

### Singoli
- 2017 - Machinery / Infidel
- 2018 - Superstitious

### EP
- 2002 - Codes